# Fredericia kommun
Fredericia kommun  är en kommun i Region Syddanmark i Danmark. Huvudort är staden Fredericia.
Kommunen ligger vid Lilla Bält i södra delen av Jylland.

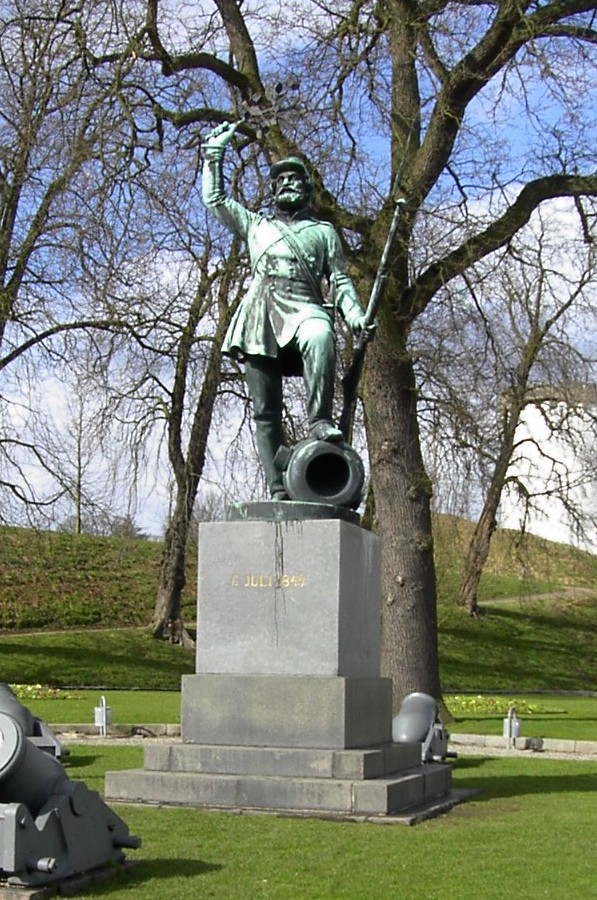
Statyn Landsoldaten.

## Socknar
| 1. Herslevs socken 2. Pjedsteds socken 3. Bredstrups socken 4. Vejlby socken 5. Hannerups socken 6. Sankt Michaelis socken 7. Christians socken 8. Trinitatis socken 9. Taulovs socken 10. Erritsø socken 11. Lyngs socken |

## Borgmästare
- Richard Pedersen, Socialdemokratiet, 1 april 1970–31 december 1981[3]
- Jørn Bent Nielsen, Socialdemokratiet, 1 januari 1982–1998[3]
- Uffe Steiner Jensen, Socialdemokratiet, 1 januari 1998–31 december 2009
- Thomas Banke, Venstre, 1 januari 2010–14 januari 2013
- Kenny Bruun Olsen, Venstre, 14 januari 2013–31 december 2013
- Jacob Bjerregaard, Socialdemokratiet, 1 januari 2014–31 december 2020
- Steen Wrist, Socialdemokratiet, 1 januari 2021–23 april 2024[4]
- Christian Bro, Socialdemokratiet, 23 april 2024–[2]

Denna lista hämtas från Wikidata. Informationen kan ändras där.